# Čihák (Klášterec nad Orlicí)
Čihák (německy Tschihak) je osada, část obce Klášterec nad Orlicí v okrese Ústí nad Orlicí. Nachází se asi 3,5 kilometru severovýchodně od Klášterce nad Orlicí. Prochází zde silnice II/311. Čihák leží v katastrálním území Klášterec nad Orlicí o výměře 17,91 km².

## Historie
Osada vznikla listinou vydanou Františkem Adamem z Bubna z 22. dubna 1679, protože zde bylo objeveno ložisko pískovce a pro jeho dobývání bylo potřeba získat pracovní síly. Žili zde převážně kameníci se svými rodinami. Byli osvobozeni od robot a daní a svou prací v lomech zajišťovali kámen pro stavbu panských usedlostí.[zdroj⁠?!]

## Pamětihodnosti
Na Čiháku stojí pozdně empírová kaple svaté Anny s věží z roku 1849. Před kaplí je kříž z roku 1834.